# Albert Dehen
Pour les articles homonymes, voir Vauclair.
Albert Dehen (1901 - 1988) est un ingénieur, chef d'entreprises et député français.

## Parcours professionnel
Albert Dehen est ingénieur diplômé de l'Institut industriel du Nord (actuelle École centrale de Lille). Il est successivement ingénieur principal de la SNCF, directeur de Brissonneau et Lotz et président-directeur général de la Séal (filiale de Péchiney-Chausson-Alsthom).

## Responsabilités politiques
Albert Dehen est le premier vice-président de la chambre de commerce et d'industrie de La Rochelle. Il est député de 1968 à 1973.

## Distinctions honorifiques
- Chevalier de la Légion d'honneur[1].
- Titulaire de la médaille de la Jeunesse et des Sports.